# Sprider Stores
Sprider Stores a fost un retailer de imbrăcăminte din Grecia ce a intrat în faliment în 2013. A avut 115 magazine în țări precum Grecia, România, Polonia, Serbia, Cipru, Bulgaria și Republica Macedonia.
Rețeaua Sprider Stores a intrat pe piața din România în anul 2007, iar în octombrie 2010, rețeaua Sprider Stores număra 15 magazine  În 2012 Sprider a inchis magazinele.